# Ракер-парк
Ракер Парк (англ. Rucker Park) — баскетбольный корт в Гарлеме (Манхэттен, Нью-Йорк) на 155-й улице и Проспекте Фредерика Дугласа, через дорогу от бывшего стадиона Polo Grounds. Географически расположен на большом утёсе Coogan's Bluff. Многие, кто играл в турнирах Ракер-парка достигли значительной известности, а некоторые из них играли(ют) в НБА.
Ракер-парк был показан в телевизионном фильме На священной земле: Чемпионы стритбола Ракер-парка канала TNT, который транслировался в 2000 году и выиграл спортивную премию Эмми.

## История
Корт назван в честь Холкомба Ракера, местного учителя и директора по спортплощадкам Департамента парков и отдыха Нью-Йорка. Ракер организовал турнир по баскетболу в 1950 году для того, чтобы помочь детям из неблагополучных семей уйти с улиц и стремиться к студенческой карьере. Баскетболисты, участвующие в турнирах Ракер-парка, используют в своей игре слэм-данки, кроссоверы, а также любят побравировать перед соперникам, что возбуждает зрителей, этот игровой стиль больше присущ уличному баскетболу, нежели профессиональному.

## Известные игроки
Хотя многие профессиональные баскетболисты играли в Ракер-парке уже после приобретения известности, многие другие оттачивали свои баскетбольные навыки именно на этом корте ещё до того как стать знаменитыми, в том числе:
- Карим Абдул-Джаббар[2]
- Аллен Айверсон[4]
- Кенни Андерсон[5]
- Рон Артест
- Нейт Арчибальд[2]
- Сильвестр Блай[2]
- Коби Брайант[6]
- Леброн Джеймс[6]
- Джампин Джеки Джексон[2]
- Кевин Дюрант[6]
- Милес Аикен[7]
- Джулиус "Доктор Джей" Ирвинг[2][8]
- Кайри Ирвинг[6]
- Винс Картер[9]
- Крис Маллин[10]
- Эрл Маниго
- Стефон Марбери[6]
- Джамал Машберн[1]
- Эрл Монро[8]
- Джоаким Ноа[11]
- Сатч Сандерс[2]
- Лэнс Стивенсон[5]
- Себастьян Телфэйр[12]
- Джамаал Тинсли[1][13]
- Конни Хокинс[5]
- Уилт Чемберлен[8][14]
- Рафер Элстон[15]